# Riserva naturale Boschetto della Cascina Campagna
La riserva naturale Boschetto della Cascina Campagna è un'area naturale protetta ubicata nella provincia di Bergamo istituita nel 1991.

## Territorio
Il parco occupa 1,5 ettari e si trova nel punto di transizione tra l'alta pianura asciutta e la bassa pianura irrigua. I terreni del parco sono agricoli e solcati da una complessa rete di canali che nascono da 10 fontanili. Sono, infatti, i fontanili a rappresentare gli elementi più importanti del parco sia per il loro forte valore storico-culturale, sia per la vegetazione che li circonda.
Il territorio del parco può essere suddiviso in tre zone: l'area di riserva, l'area agricola di rispetto e l'area agricola di tutela.
Dal punto di vista strettamente geologico questo territorio è formato dai detriti portati a valle dal fiume Serio. I suoli sono di due tipi: alfisuoli e inceptisuoli.